# حوزه انتخابیه نی‌ریز، استهبان و بختگان
حوزهٔ انتخاباتی نی‌ریز، استهبان و بختگان یکی از حوزه‌های استان فارس برای انتخابات مجلس شورای اسلامی است. این حوزه به مرکزیت نی‌ریز، ۱ نماینده دارد.
نماینده کنونی این حوزه برای مجلس دوازدهم در حال حاضر فرهاد طهماسبی میباشد.

## مجلس شورای اسلامی

### نمایندهدوره اول(۷ خرداد ۱۳۵۹ - ۶ خرداد ۱۳۶۳)
سید جعفر حجت کشفی

### نمایندهدوره دوم(۷ خرداد ۱۳۶۳ - ۶ خرداد ۱۳۶۷)
سید فخرالدین فال اسیری

### نمایندهدوره سوم(۷ خرداد ۱۳۶۷ - ۶ خرداد ۱۳۷۱)

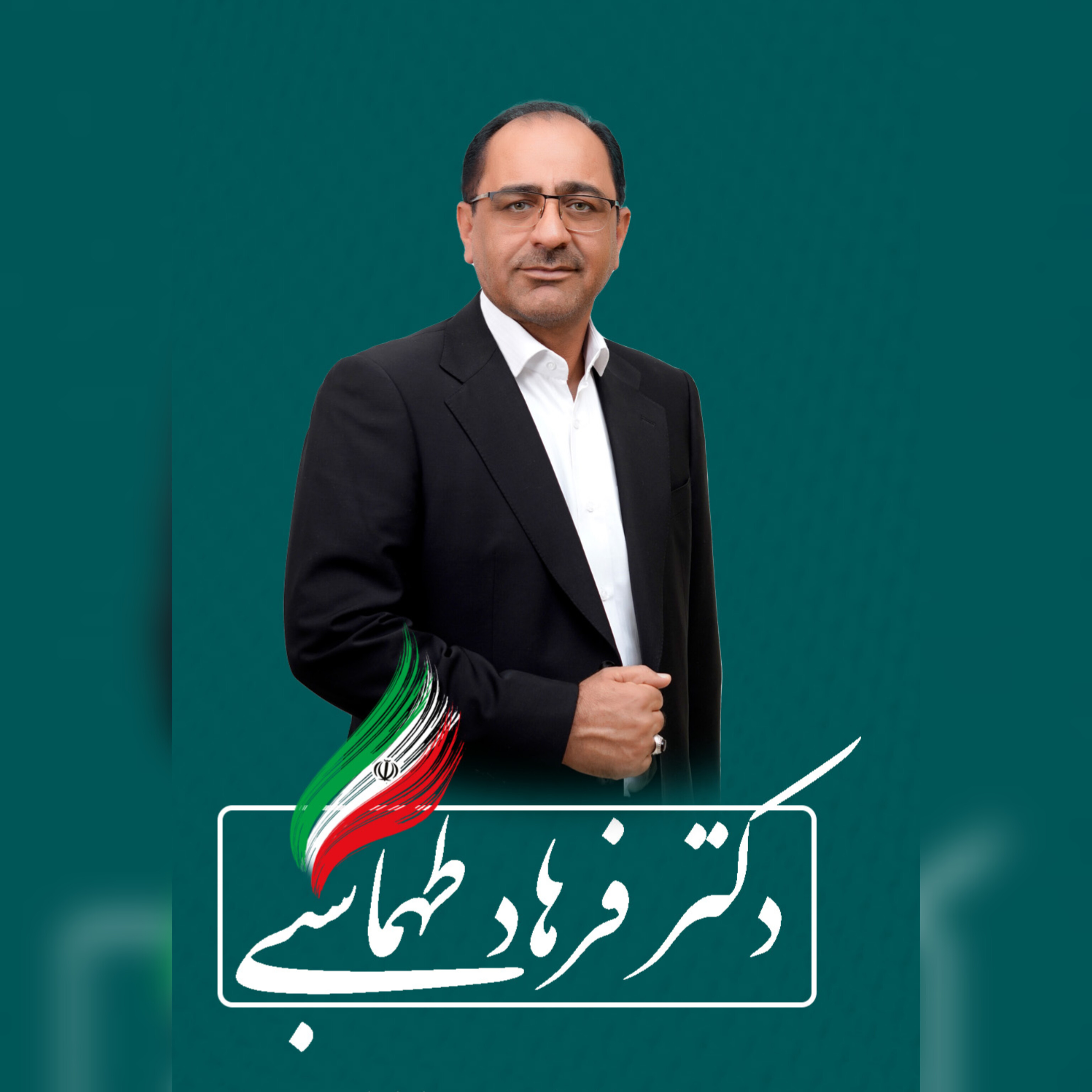
دکتر فرهاد طهماسبی نماینده حوزه انتخابیه نی‌ریز، استهبان و بختگان

علی اکبر همتایی

### نمایندهدوره چهارم(۷ خرداد ۱۳۷۱ - ۶ خرداد ۱۳۷۵)
خلیل دادور

### نمایندهدوره پنجم(۷ خرداد ۱۳۷۵ - ۶ خرداد ۱۳۷۹)
محمد سقایی

### نمایندهدوره ششم(۷ خرداد ۱۳۷۹ - ۶ خرداد ۱۳۸۳)
محمد سقایی

### نمایندهدوره هفتم(۷ خرداد ۱۳۸۳ - ۶ خرداد ۱۳۸۷)
مسعود امینی

### نمایندهدوره هشتم(۷ خرداد ۱۳۸۷ - ۶ خرداد ۱۳۹۱)
محمد سقایی

### نمایندهدوره نهم(۷ خرداد ۱۳۹۱ - ۶ خرداد ۱۳۹۵)
محمد سقایی

### نمایندهدوره دهم(۷ خرداد ۱۳۹۵ - ۶ خرداد ۱۳۹۹)
اصغر مسعودی

### نمایندهدوره یازدهم(۷ خرداد ۱۳۹۹ - ۶ خرداد ۱۴۰۳)
فرهاد طهماسبی
نماینده دوره دوازدهم (۷ خرداد ۱۴۰۳  - )
فرهاد طهماسبی

## پی‌نوشت و منبع
- «جدول حوزه‌های انتخابیه در انتخابات دهمین دورهٔ مجلس شورای اسلامی» (PDF). مرکز پژوهش و سنجش افکار صدا و سیما. بایگانی‌شده از اصلی (PDF) در ۵ اكتبر ۲۰۱۸. دریافت‌شده در ۱۶ ژوئیه ۲۰۱۶. تاریخ وارد شده در |archive-date= را بررسی کنید (کمک)